# Hammerhead (film 1987)
Hammerhead, conosciuto anche come Hammer, è un film d'azione del 1987, diretto da Enzo G. Castellari.
Il film è principalmente conosciuto in America del Nord ed in Giappone.

## Trama
Arrivato al porto per parlare con un amico, Hammer  se lo vede schiacciare sotto un container dopo aver sentito da quello che in Giamaica le cose non andavano più bene come un tempo.
Notato un tizio con pistola che scappa, Hammer parte per un inseguimento, e, sparando tra la folla, ferisce molte persone. Il suo superiore, visto il disastro, gli fa capire che sarà bene prendersi 15 giorni di vacanza e Hammer ne approfitta per volare in Giamaica, dove ritrova il suo carissimo amico Jose. 
Insieme a lui, al defunto e a un quarto di cui si son perse le tracce erano la squadra speciale chiamata Stormriders.
L'obiettivo finale si scopre essere il boss Giuseppe Vari, ma per arrivarci i protagonisti dovranno affrontare molti pericoli.

## Distribuzione
In Italia il film è uscito nel 1987, mentre in America e Giappone nel 1990.

## Curiosità
- Il nome del boss criminale è un chiaro riferimento al regista Giuseppe Vari, che nello stesso anno realizzò il suo ultimo film.